# Money for Nothing (singolo Dire Straits)
Money for Nothing è un brano musicale del gruppo rock inglese Dire Straits che fa parte dell'album Brothers in Arms. La canzone è stata scritta in collaborazione tra Mark Knopfler e Sting: è proprio quest'ultimo a cantare l'introduzione e i cori; la voce di Sting, la cui linea vocale riprende quella del brano dei Police Don't Stand So Close to Me, si sente anche nel ritornello.
Il singolo ha raggiunto la prima posizione nella Billboard Hot 100 per tre settimane ed in Canada, la quarta in Nuova Zelanda, Australia e Regno Unito, la sesta in Irlanda e la settima in Austria.

## Il brano
Il riff di chitarra della canzone è stato eseguito da Mark Knopfler con una Gibson Les Paul collegata a un amplificatore Laney; il produttore Neil Dorfsman ha svelato che ciò venne fatto nel tentativo di ottenere un "sound alla ZZ Top". La rivista Rolling Stone lo colloca al 27º posto nella classifica dei 100 migliori riff di tutti i tempi.
Il testo del brano condanna gli eccessi delle rockstar e il loro stile di vita svagato rispetto a quello dei veri lavoratori. Knopfler lo scrisse dopo aver sentito i corrieri di un grande magazzino a New York lamentarsi del loro lavoro mentre guardavano MTV.
Sting aiutò Knopfler a completare il brano, accettando di non comparire tra gli autori, tuttavia la casa discografica gli impedì di fare ciò per via della somiglianza dei cori con Don't Stand So Close to Me dei Police.

## Esecuzioni dal vivo
I Dire Straits hanno eseguito il brano insieme a Sting nel Live Aid (13 luglio 1985) al Wembley Stadium di Londra.
Il 15 settembre 1997, durante il concerto Music for Montserrat, il pezzo è stato eseguito da Mark Knopfler alla chitarra solista avvalendosi di Sting ai cori, Eric Clapton alla chitarra ritmica e Phil Collins alla batteria.

## Tracce[8]
1. Money for Nothing
2. One World
3. So Far Away

## Video musicale
Il videoclip del brano è stato diretto da Steve Barron ed è ricordato per essere uno dei primi a fare utilizzo della CGI. Inizialmente Mark Knopfler non era molto convinto dell'idea del video, ma dovette comunque accettare per via delle pressioni della casa discografica. Ian Pearson e Gavin Blair crearono le animazioni usando un sistema Bosch FGS-4000 CGI e un Quantel Paintbox. Il video mischia sequenze di animazione digitale con immagini dei Dire Straits in concerto, parzialmente ritoccate al rotoscopio con colori brillanti al neon, come tra l'altro ripreso nella copertina della raccolta omonima.
Il videoclip è stato il primo ad essere stato trasmesso su MTV Europe il 1º agosto 1987.

## Parodie
Nel 1989 "Weird Al" Yankovic fece di Money For Nothing l'oggetto di una delle sue cover parodistiche intitolata Money for Nothing/Beverly Hillbillies*.

## Censura
Nel gennaio 2011 l'authority per le trasmissioni radiotelevisive canadese ne ha vietata la trasmissione radio poiché contiene nel testo la parola "faggot", termine poco gentile per definire un omosessuale. Questo fatto ha suscitato anche molte perplessità tra i fans i quali hanno ritenuto eccessivo questo provvedimento, soprattutto dopo ben 25 anni dall'uscita del singolo. Il 1º settembre 2011 il divieto è stato ritirato e le radio hanno ricominciato a suonare il pezzo.

## Classifiche
| Classifica (1985)             | Posizione massima |
| ----------------------------- | ----------------- |
| Australia                     | 4                 |
| Austria                       | 7                 |
| Belgio (Fiandre)              | 38                |
| Canada                        | 1                 |
| Finlandia                     | 12                |
| Francia                       | 6                 |
| Germania                      | 19                |
| Irlanda                       | 6                 |
| Nuova Zelanda                 | 4                 |
| Paesi Bassi                   | 35                |
| Regno Unito                   | 4                 |
| Spagna                        | 25                |
| Stati Uniti                   | 1                 |
| Stati Uniti (mainstream rock) | 1                 |
| Svizzera                      | 22                |

## Riconoscimenti
- Grammy Awards
  - 1986 – Miglior interpretazione vocale rock di un duo o un gruppo
- MTV Video Music Awards
  - 1986 – Video dell'anno, Miglior video di un gruppo